# Návojná
Návojná (en allemand : Nawojna, précédemment : Nawoyna) est une commune du district et de la région de Zlín, en République tchèque. Sa population s'élevait à 726 habitants en 2020.

## Géographie
Návojná se trouve près de la frontière avec la Slovaquie, à 3 km au nord-est de Brumov-Bylnice, à 32 km au sud-est de Zlín, à 106 km à l'est de Brno et à 283 km au sud-est de Prague.
La commune est limitée par Valašské Klobouky au nord-ouest, par Poteč au nord-est, par Nedašova Lhota et Nedašov à l'est, et par Brumov-Bylnice à l'ouest.

## Histoire
La première mention écrite du village date de 1503.

## Transports
Par la route, Návojná se trouve à 3 km de Brumov-Bylnice, à 45 km de Zlín, à 126 km de Brno et à 333 km de Prague.